# Anders Lundin

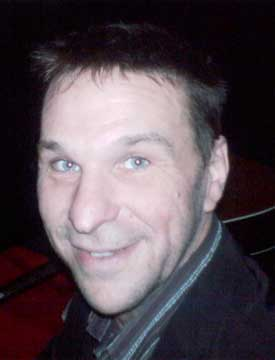
Anders Lundin

Anders Lundin (* 8. September 1958 in Stockholm) ist ein schwedischer Fernsehmoderator.
Lundin, der vom Radio kam, moderierte von 1999 bis 2004 die erfolgreiche schwedische Reality-Show Expedition: Robinson. Zusammen mit Kattis Ahlström moderierte er den Eurovision Song Contest 2000 in Stockholm und von 2003 bis 2010 die sommerliche Musikshow Allsång på Skansen auf der Stockholmer Insel Djurgården.